# Dirphya sanguinicollis
Dirphya sanguinicollis är en skalbaggsart som beskrevs av Stefan von Breuning 1956. Dirphya sanguinicollis ingår i släktet Dirphya och familjen långhorningar.
Artens utbredningsområde är Gabon. Inga underarter finns listade i Catalogue of Life.